# Uherské Hradiště
Pour les articles homonymes, voir Hradiště.
Uherské Hradiště (soit « Hauteurs des Hongrois », en allemand : Ungarisch Hradisch) est, en Tchéquie, une ville de la région de Zlín, en Moravie, chef-lieu du district d'Uherské Hradiště. Sa population s'élevait à 24 933 habitants en 2024.

## Géographie
Uherské Hradiště est arrosée par la Morava et son affluent l’Olsava, et se trouve à 22 km au sud-ouest de Zlín, à 67 km à l'est-sud-est de Brno et à 249 km au sud-est de Prague.
La commune est limitée par Drslavice au nord-ouest, Prakšice, Pašovice, Dobrkovice, Biskupice et Luhačovice au nord, par Rudice et Šumice à l'est, par Bánov et Nivnice au sud, et par Vlčnov à l'ouest.

## Histoire

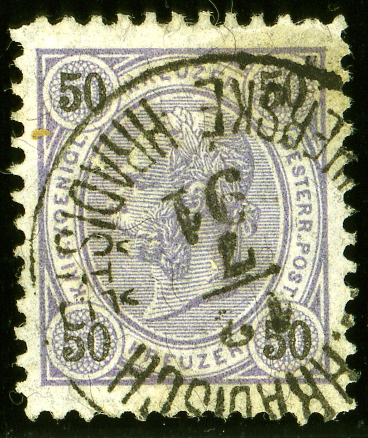
Timbre de la monarchie austro-hongoise, oblitération bilingue en 1891.

La ville apparaît en 1257 dans les registres de la couronne de Bohême : son nom se réfère à des fiefs octroyés par les rois de Bohême à des nobles venus de Hongrie.
Jusqu'en 1918, la ville fait partie de la monarchie autrichienne (empire d'Autriche, puis Cisleithanie au sein de l'Autriche-Hongrie), chef-lieu du district d’Ungarisch Hradisch, l'un des 34 Bezirkshauptmannschaften de Moravie. C'est alors l'une des six villes autonomes de la Moravie. Un deuxième bureau de poste est ouvert à la gare en 1893, sans doute coïncidant avec l'arrivée du chemin de fer. Le nom allemand Ungarisch Hradisch est le seul officiel avant 1918. Le nom tchèque Uherské Hradiště devient co-officiel en 1918, et seul officiel en 1945.

## Population
Recensements (*) ou estimations de la population de la commune dans ses limites actuelles :
| 1869* | 1880* | 1890* | 1900* | 1910* | 1921*  | 1930*  | 1950*  |
| ----- | ----- | ----- | ----- | ----- | ------ | ------ | ------ |
| 5 659 | 6 663 | 7 232 | 8 925 | 9 451 | 10 051 | 10 554 | 13 402 |

| 1961*  | 1970*  | 1980*  | 1991*  | 2001*  | 2014   | 2015   | 2016   |
| ------ | ------ | ------ | ------ | ------ | ------ | ------ | ------ |
| 15 616 | 19 427 | 25 015 | 26 765 | 26 876 | 25 266 | 25 287 | 25 254 |

| 2017   | 2018   | 2019   | 2020   | 2021   | 2022   | 2023   | 2024   |
| ------ | ------ | ------ | ------ | ------ | ------ | ------ | ------ |
| 25 246 | 25 215 | 25 212 | 25 247 | 25 001 | 24 430 | 24 812 | 24 933 |

## Sports
Le FC Slovácko est le club de football de la ville.

## Personnalités
- Miroslav Kadlec, footballeur
- Lubomir Vlk, footballeur
- Zdeněk Chalabala, chef d'orchestre

## Jumelages
- Bridgwater (Royaume-Uni)
- Krosno (Pologne)
- Mayen (Allemagne)
- Priverno (Italie)
- Sárvár  (Hongrie)
- Skalica (Slovaquie)
- Trenčín (Slovaquie)